# Achany
Achany is een gehucht in Sutherland in de Schotse Hooglanden. Het plaatsje heeft één vermelding op de Britse monumentenlijst: het laat-achttiende-eeuwse Achany House.